# Ottrott
Ottrott je občina v departmaju Bas-Rhin francoske regije Alzacija.
Leta 1990 je v občini živelo 1 501 oseb oz. 52 oseb/km².